# Мулан (филм из 2020)
Мулан (енгл. Mulan) је амерички акционо-драмски филм из 2020. године, чији је продуцент Walt Disney Pictures и дистрибутер Walt Disney Studios Motion Pictures. У режији Ники Каро, са сценаријем Елизабет Мартин, Лорен Хајнек, Рика Џафе и Аманде Силвер, филм је базиран на кинеској легенди о ратници Хуи Мулан и играна је верзија Дизнијевог истоименог анимираног филма из 1998. године. Главне улоге у филму тумаче Љу Јифеј у главној улози, заједно са Дони Јеном, Џејсоном Лијем, Јосон Ен, Гунг Ли и Џет Лијем.
Планови за играни римејк филма Мулан започети су 2010. године, али пројекат ипак није започет. У марту 2015. године најављен је нови покушај, а Каро је позвана у фебруару 2017. године да режира филм. Љу је добила главну улогу у новембру 2017, након аудиције на којој је учествовало преко 1.000 глумица, а остали чланови глумачке екипе придружили су се наредне године. Снимање је почело у августу, а завршено је у новембру 2018. године, а одвијало се на Новом Зеланду и у Кини. Са продукционим буџетом од 200 милиона долара, представља најскупљи филм икад женског режисера.
Холивудска премијера филма Мулан одржана је 9. марта 2020. године. Првобитно заказан за биоскопско приказивање, оно је отказано због пандемије вируса корона. Disney је касније најавио да ће филм уместо тога, изаћи 4. септембра 2020. године на стриминг услузи Disney+ са премијумском накнадом у државама где је услуга покренута. Биће традиционално биоскопски приказан у државама без услуге Disney+ и у државама где су се биоскопи поново отворили.
У Србији је премијерно приказан 10. септембра 2020. године, титлован на српски језик. Дистрибуцију ради MegaCom Film.

## Радња
Када кинески цар изда наредбу да из сваке породице један мушкарац мора служити у царској кинеској војсци да би одбранио земљу од Хуна, Хуа Мулан, најстарија ћерка часног ратника, ступа на место њеног болесног оца. Духовита је, одлучна и брза на ногама. Прерушена у мушкарца по имену Хуа Џун, она се искушава у сваком кораку свог пута и мора искористити своју унутрашњу снагу и прихватити свој истински потенцијал.

## Улоге
| Лик            | Глумац/ица     |
| -------------- | -------------- |
| Хуа Мулан      | Љу Јифеј       |
| Командир Танг  | Дони Јен       |
| Бори Кан       | Џејсон Скот Ли |
| Чен Хонгхуи    | Јосон Ен       |
| Ксијан Ланг    | Гунг Ли        |
| Цар кине       | Џет Ли         |
| Сергент Куианг | Рон Јуен       |
| Хуа Жоу        | Ци Ма          |
| Хуа Ли         | Розалинд Чао   |
| Хуа Ксиу       | Сусана Танг    |
| Линг           | Џими Вонг      |